# Манопело Скало (Пескара)
Манопело Скало (итал. Manoppello Scalo) је насеље у Италији у округу Пескара, региону Абруцо.
Према процени из 2011. у насељу је живело 3641 становника. Насеље се налази на надморској висини од 59 м.